# Алай, Владимир Анатольевич
Владимир Анатольевич Алай (род. 5 декабря 1960, Белорусская ССР, СССР) — советский и российский деятель органов внутренних дел. Министр внутренних дел по Республике Адыгея с 3 октября 2017 по 3 августа 2020. Начальник Управления МВД России по Рязанской области с 3 августа 2020. Генерал-майор полиции (2016). Заслуженный сотрудник органов внутренних дел Российской Федерации.

## Биография
Родился 5 декабря 1960 в Белорусской ССР.
В 1996 окончил Институт Современного Бизнеса, в 2000 — Юридический институт МВД России, в 2005 — Российскую академию государственной службы при Президенте Российской Федерации.
Службу в органах внутренних дел начал в 1981 младшим инспектором оперативной группы отряда милиции особого назначения. Более 20 лет служил в подразделениях специального назначения, пройдя путь до командира специального отряда быстрого реагирования ГУВД города Москвы.
На протяжении нескольких лет занимал руководящие должности в оперативном управлении и комендантской службе ГУ МВД России по городу Москве, затем был назначен на должность заместителя начальника Центра специального назначения вневедомственной охраны МВД России — командира специального полка полиции.
С мая 2015 по октябрь 2017 — заместитель начальника Главного управления МВД России по Северо-Кавказскому федеральному округу — руководитель Временной оперативной группировки органов и подразделений МВД России.
Указом Президента Российской Федерации от 11 июня 2016 присвоено специальное звание «генерал-майор полиции».
С 3 октября 2017 по 3 августа 2020 — министр внутренних дел по Республике Адыгея.
С 3 августа 2020 — начальник Управления МВД России по Рязанской области.

## Награды
Государственные
- Орден «За личное мужество»
- Медаль «За отвагу»
- Медаль «За отличие в охране общественного порядка»
- Медаль ордена «За заслуги перед Отечеством» II степени
- Заслуженный сотрудник органов внутренних дел Российской Федерации

Ведомственные
- Медаль «За безупречную службу» III степени
- Медаль «200 лет МВД России»
- Медаль «За отличие в службе» I и II степеней (МВД России)
- Медаль «За доблесть в службе» (МВД России)
- Медаль «За боевое содружество» (МВД России)
- Нагрудный знак «Почётный сотрудник МВД»
- Нагрудный знак «200 лет МВД России»
- Медаль «За содействие» (ГФС России)
- Медаль «За боевое содружество» (ФСО России)
- Медаль «За воинскую доблесть» I степени (Минобороны России)
- Медаль «200 лет Министерству обороны»

## Семья
Женат, имеет двух детей.